# Płaszów

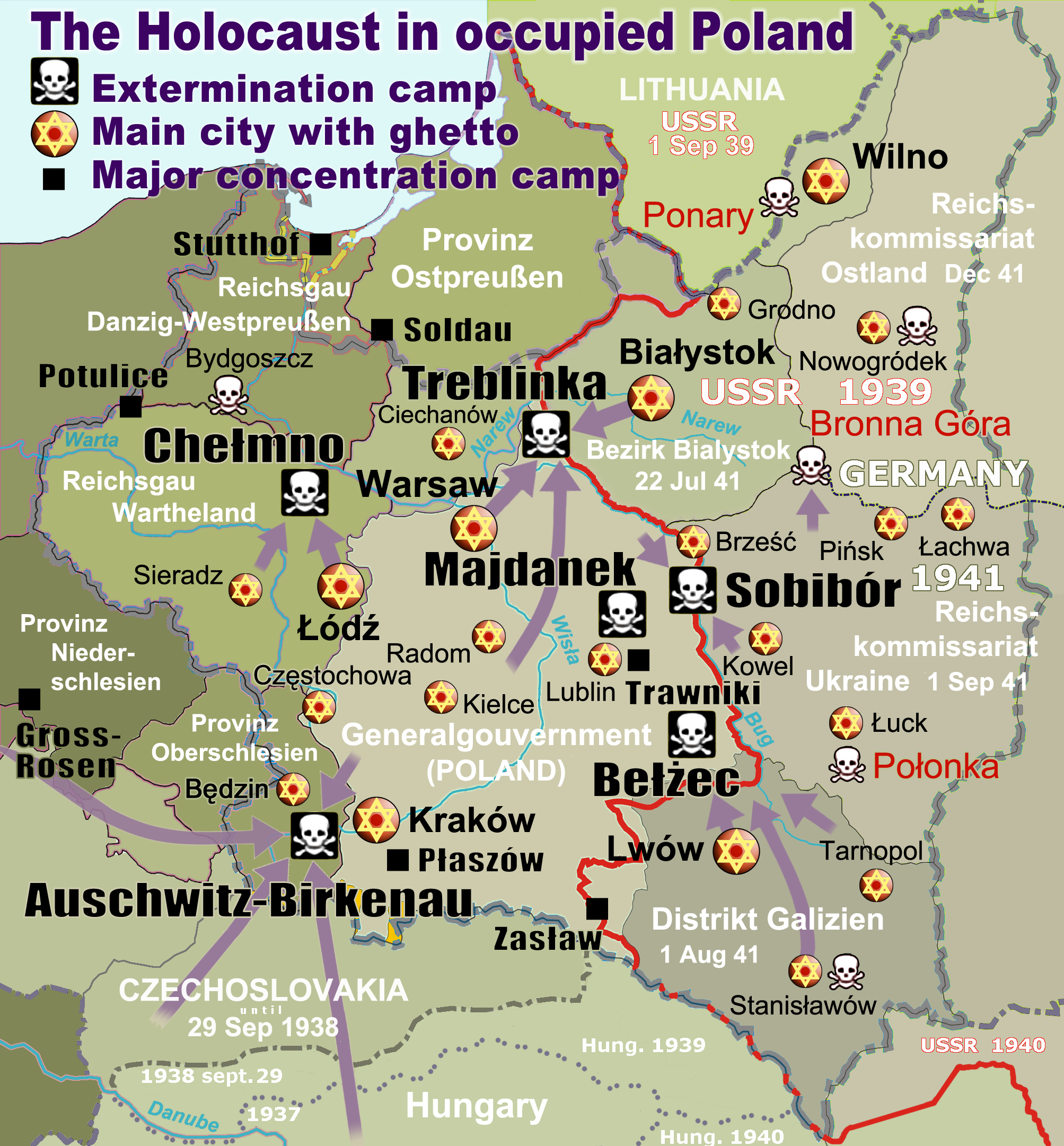
Lagărele de concentrare naziste, în Polonia ocupată (marcate pe hartă cu pătrate negre)

Płaszów este un cartier al Cracoviei, în apropierea căruia a fost înființat Kraków-Płaszów, un lagăr de muncă forțată în Polonia (Zwangsarbeitslager Plaszow des SS - und Polizeiführers im Distrikt Krakau), transformat apoi în lagăr de concentrare nazist (Konzentrationslager Plaszow bei Krakau), în 1944, dată la care a atins extinderea sa maximă. Lagărul a fost creat pentru a extermina populația evreiască din ghetou Cracovia.

## Cartier al Cracoviei

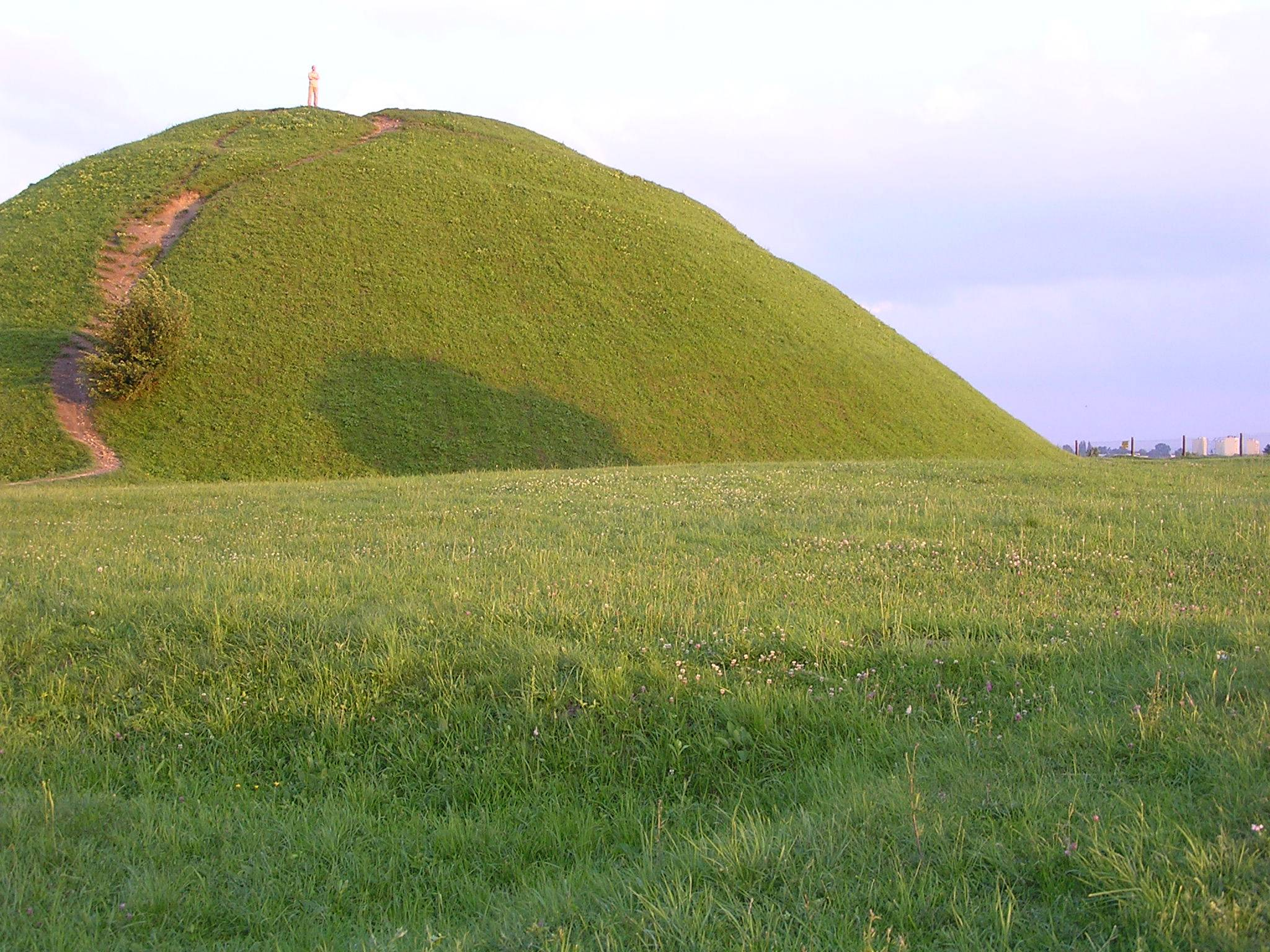
Movila de la Krakus

Płaszów este situat în al treisprezecelea sector administrativ al Cracoviei. Primele mențiuni privitoare la satul Płaszów se găsesc în documente din anul 1254.
În 1912, Płaszów a fost integrat în orașul Cracovia. Unul dintre cele mai importante vestigii din acest cartier este le Movila de la Krakus, ale cărei origini sunt probabil celtice de prin anul 500 î. I.-Cr. Chiar alături de movilă se poate vedea lagărul de concentrare nazist.

## Lagărul de concentrare nazist de la Płaszów
Lagărul de muncă a fost creat în decembrie 1942, la periferia de sud a orașului Cracovia, din Polonia, pe amplasamentul a două vechi cimitire evreiești. Comandantul lagărului era Hauptsturmführer SS Amon Göth. La 13 și 14 martie 1943, Amon Göth, în persoană, supervizează lichidarea ghetoului din Cracovia și transferă locuitorii acestuia la Płaszów. Avea sub ordinele sale un personal format din bărbați și femei, printre care Gertrud Heise, Luise Danz, Alice Orlowski și Anna Gerwing.
Lagărul era mai întâi un lagăr de muncă, care furniza mână de lucru diferitelor uzine de armament și unei cariere de piatră. Rata mortalității era extrem de ridicată. Numeroși deținuți, între care femei și copii, au murit acolo de tifos, de foame sau chiar executați. Condițiile de trai s-au deteriorat iar din cauza cruzimii și sadismului de care a dat dovadă comandantul, Amon Göth, care a condus lagărul între februarie 1943 și septembrie 1944. Se estimează la un total de 50 000 de persoane care au trecut prin lagărul de la Płaszów, și că au fost cel puțin 9 000 de morți (număr corespunzător corpurilor găsite în gropi, apoi arse în vara lui 1944 de unitățile însărcinate să facă să dispară urmele uciderilor masive comise de naziști).
În ianuarie 1945, deținuții care mai erau în viață, precum și personalul au părăsit lagărul într-un marș al morții, spre Auschwitz, iar cei care au supraviețuit marșului au fost gazați, la sosire. Armata Roșie a găsit lagărul gol, la 20 ianuarie 1945.

### Comandanții lagărului
Comandanții lagărului au fost:
- SS-Unterscharführer Horst Pilarczyk
- SS-Oberscharführer Franz Josef Müller - până la 13 februarie 1943
- SS-Hauptsturmführer Amon Göth - 13 februarie 1943 - 13 septembrie 1944
- SS-Hauptscharführer Kurt Schupke' - 13 septembrie 1944 - 15 ianuarie 1945.

## Personalități
- Ana Novac, copil fiind, a fost deținută în lagărul de la Płaszów.

## Documentare
Există un anumit număr de fotografii ale lagărului de la Płaszów, luate de SS, dar și de comandantul lagărului. Unele dintre ele pot fi consultate în arhivele Yad Vashem.

## Galerie de imagini

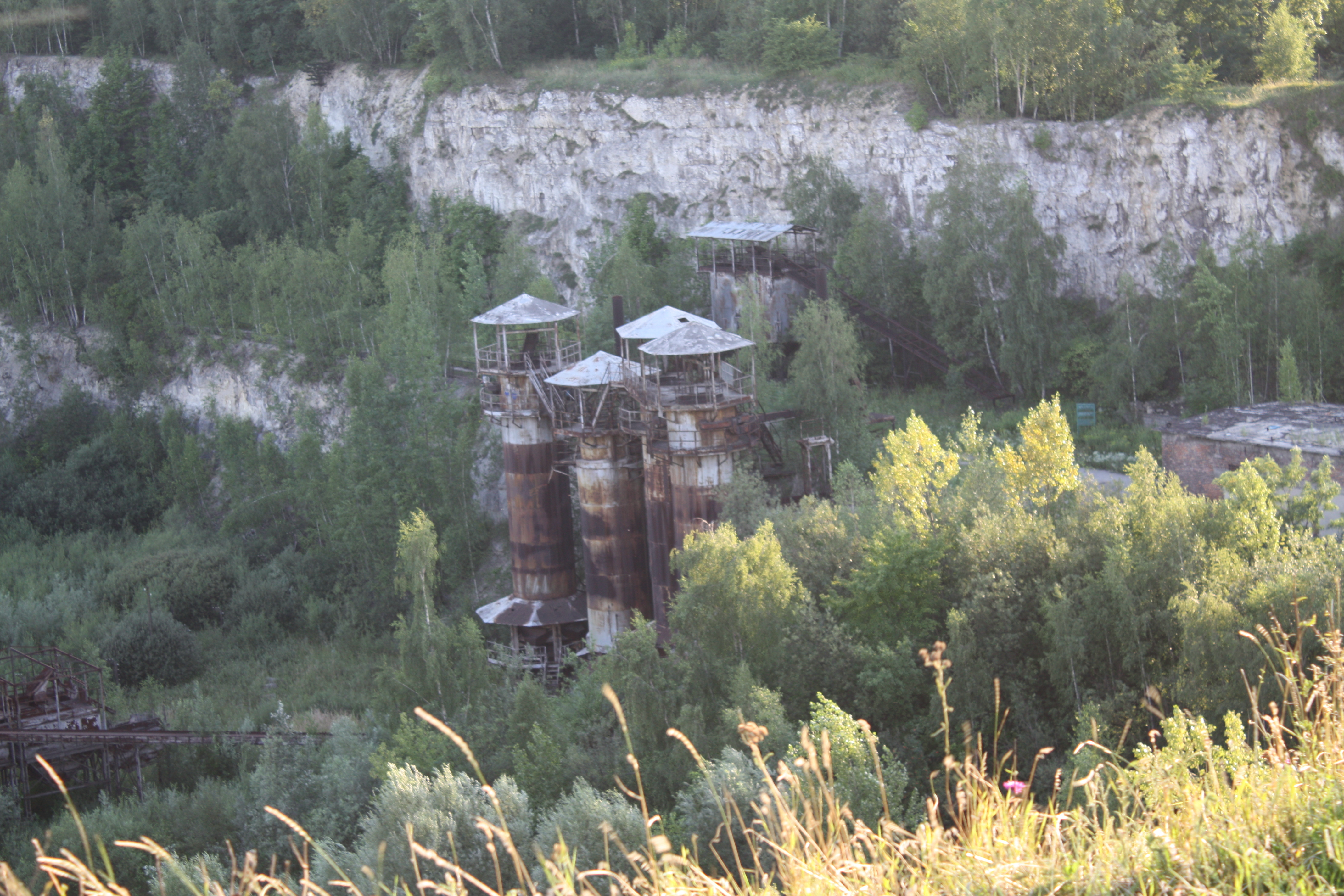
Cariera de piatră de la Płaszów
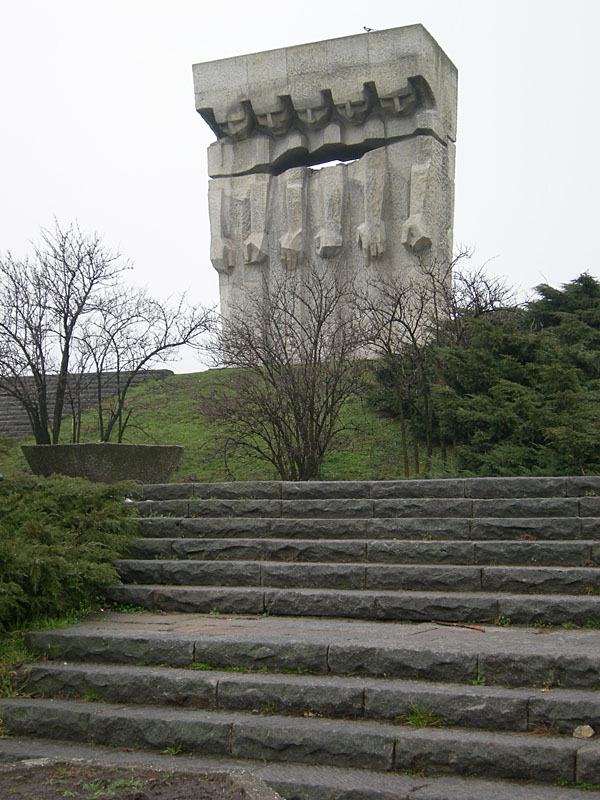
Memorialul lagărului de la Płaszów
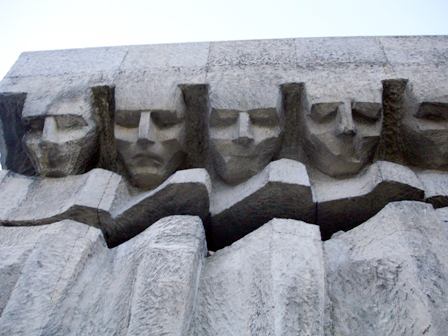
Memorialul Płaszów
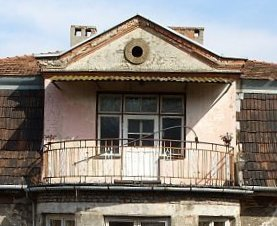
Casa lui Amon Göth, în lagărul Płaszów (fotografie din 2008)